# Superkilen

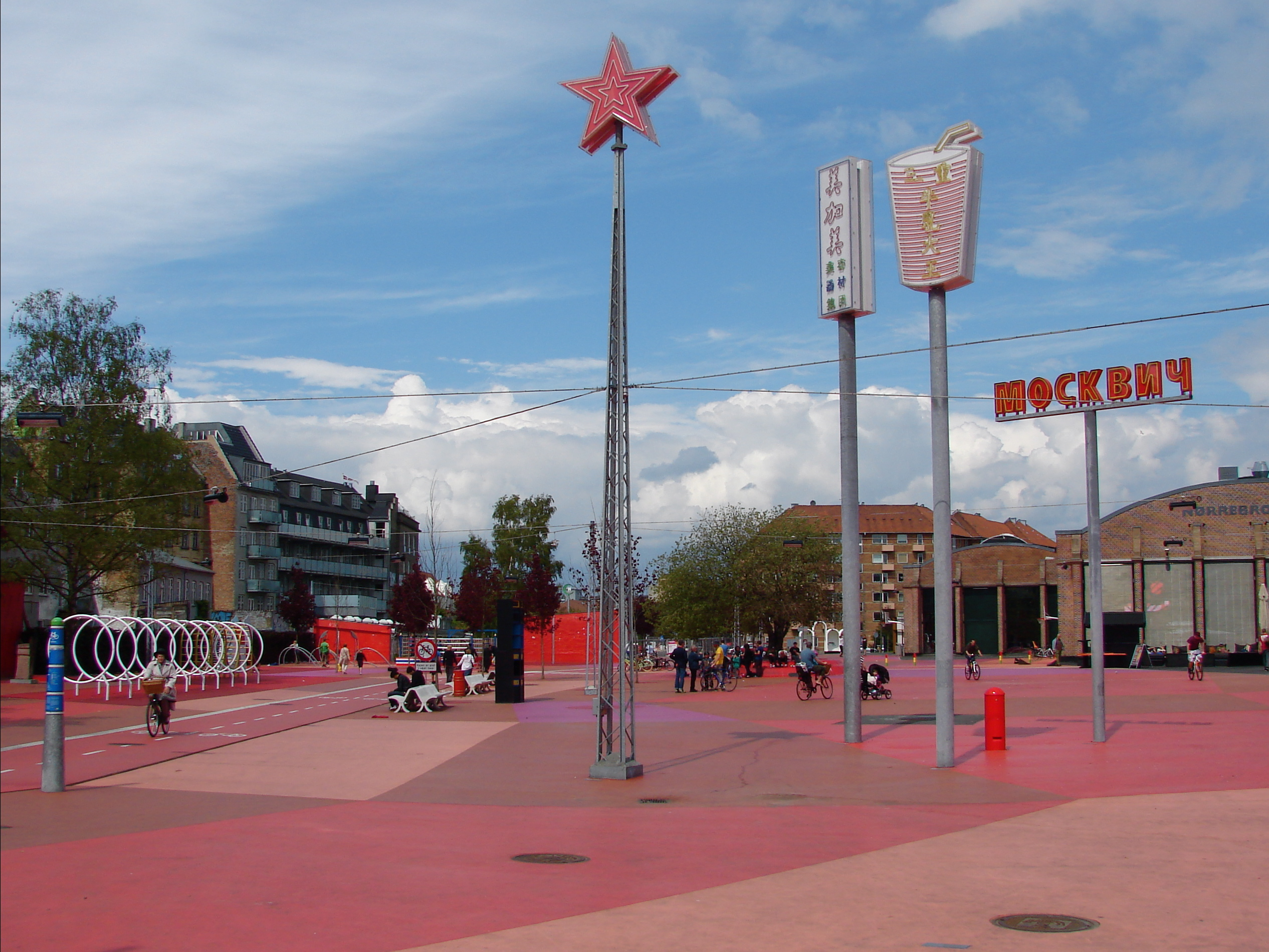
Röda torget med neonskyltar från olika delar av världen

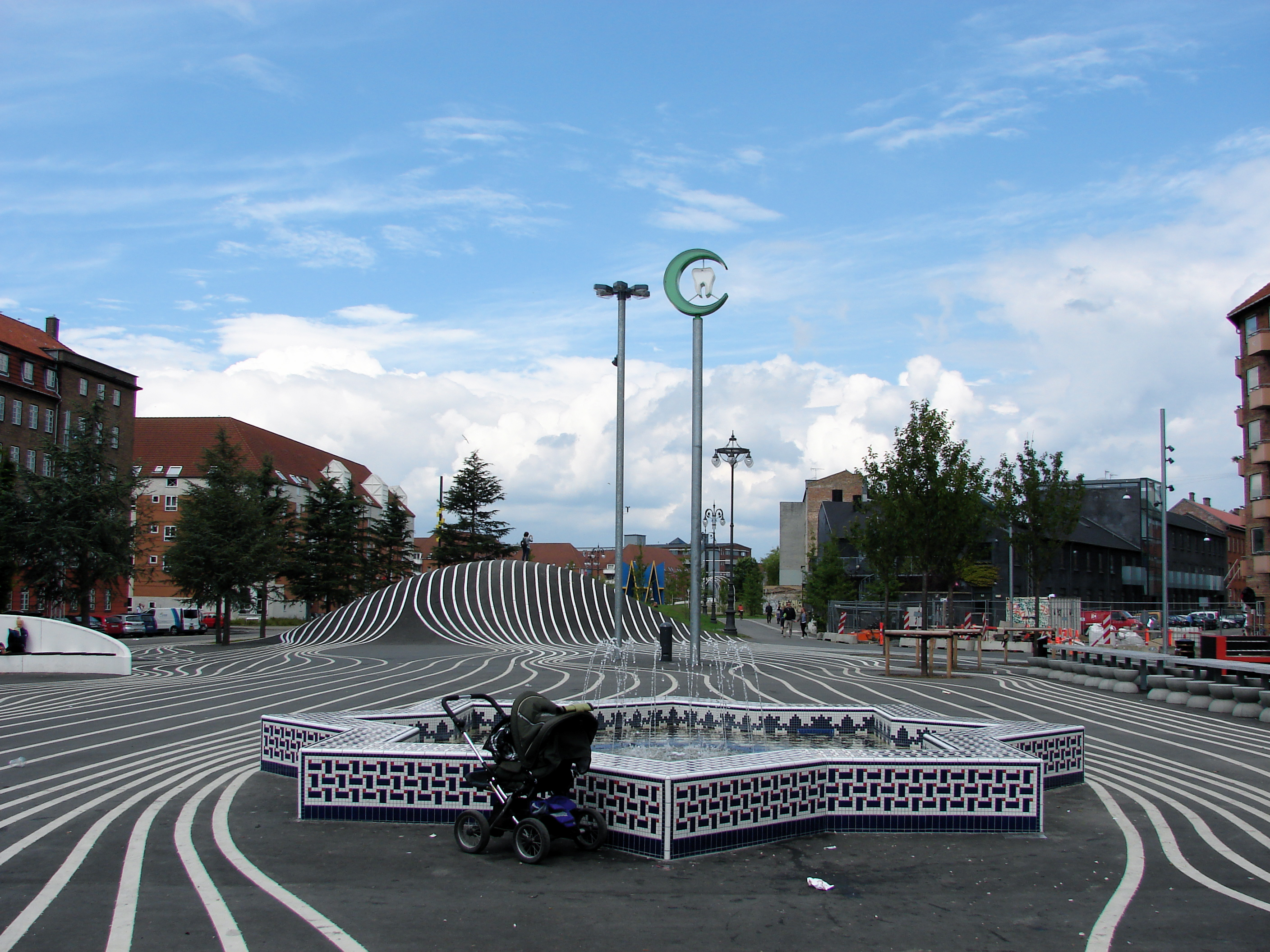
Svarta marknaden med en fontän från Marocko

Superkilen är ett parkstråk i stadsdelen Nørrebro i Köpenhamn, vilket sträcker sig från Nørrebrogade (där Nørrebroparken tar vid) 750 meter till Tagensvej.
Superkilen har anlagts på ett tidigare banområde och har formgivits av Bjarke Ingels Group, den tyska landskapsarkitektfirman Topotek och Superflex. Den invigdes i juni 2012. Den består av tre segment utmed en sträckning mellan två cykelkörfält: Röda torget, Svarta marknaden och Gröna parken, med en sammanlagd yta på tre hektar.
Röda torget är målat i knallrött, orange och skärt och speglar nöjesliv och modernt levnadssätt. Svarta marknaden i områdets mitt är ett klassiskt torg, en mötesplats med grillplatser och kinesiska palmträd. Den gröna parken har kullar, träd och växter och passar som utflyktsmål, sportaktiviteter och promenad med hunden.
Parken ska visa diversitet och är fylld med ett drygt hundratal vardagsföremål från ett femtiotal kulturer, till exempel gungor från Irak, parkbänkar från Porto i Portugal, en fontän från Marrakech i Marocko och papperskorgar från Storbritannien. Det finns neonskyltar från olika ställen i världen vilka gör reklam för allt möjligt, från ett ryskt hotell till en kinesisk skönhetssalong. Brunnslocken kommer från Zanzibar, Gdańsk och Paris. Föremålen illustrerar den lokala befolkningens etniska diversitet.
Superkilen var ett av fyra danska verk som nominerades till 2013 års Mies van der Rohe-pris. Superkilen blev också utvald som en av de fem finalisterna till priset.

## Bildgalleri

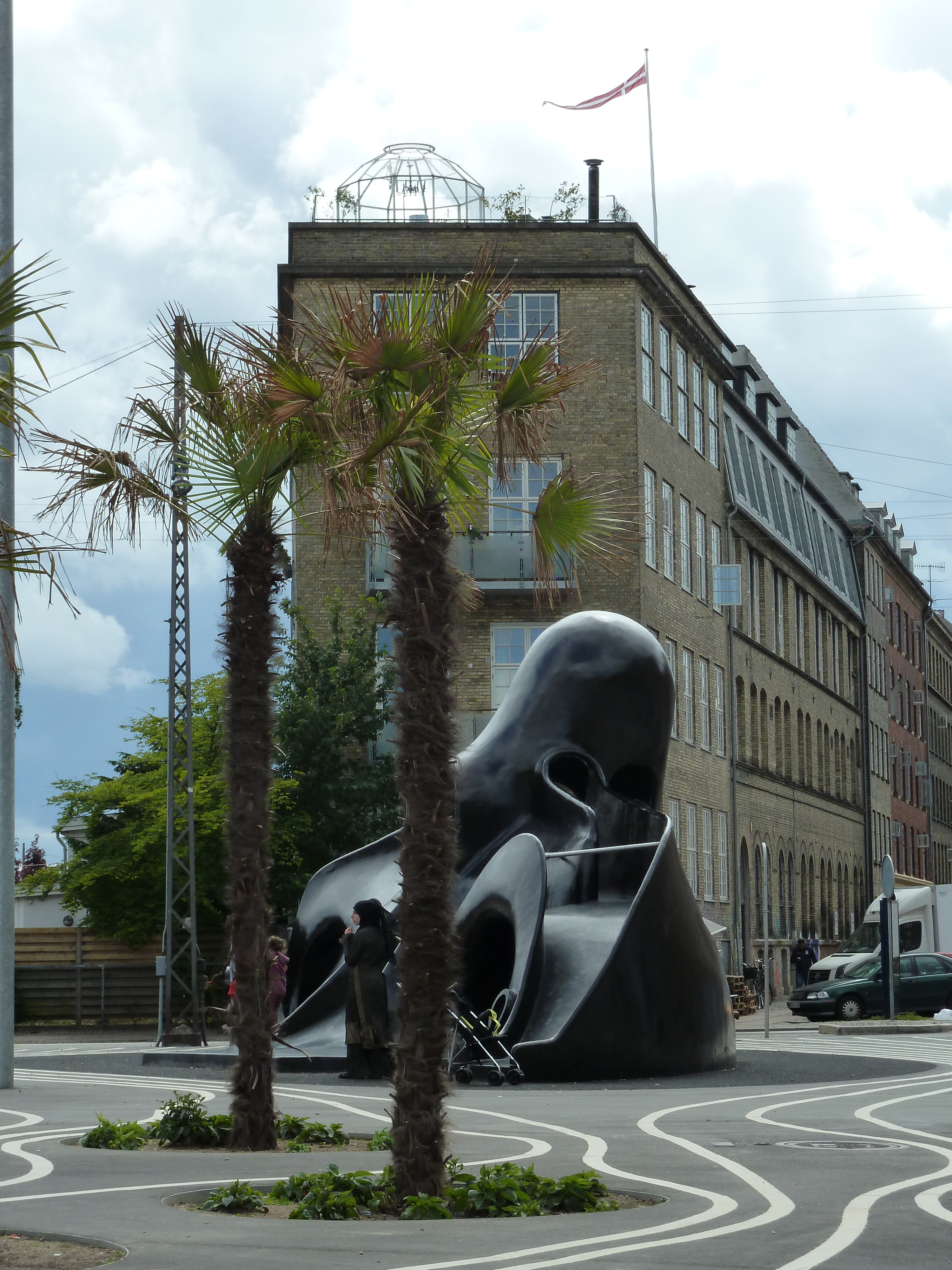
Palmträd
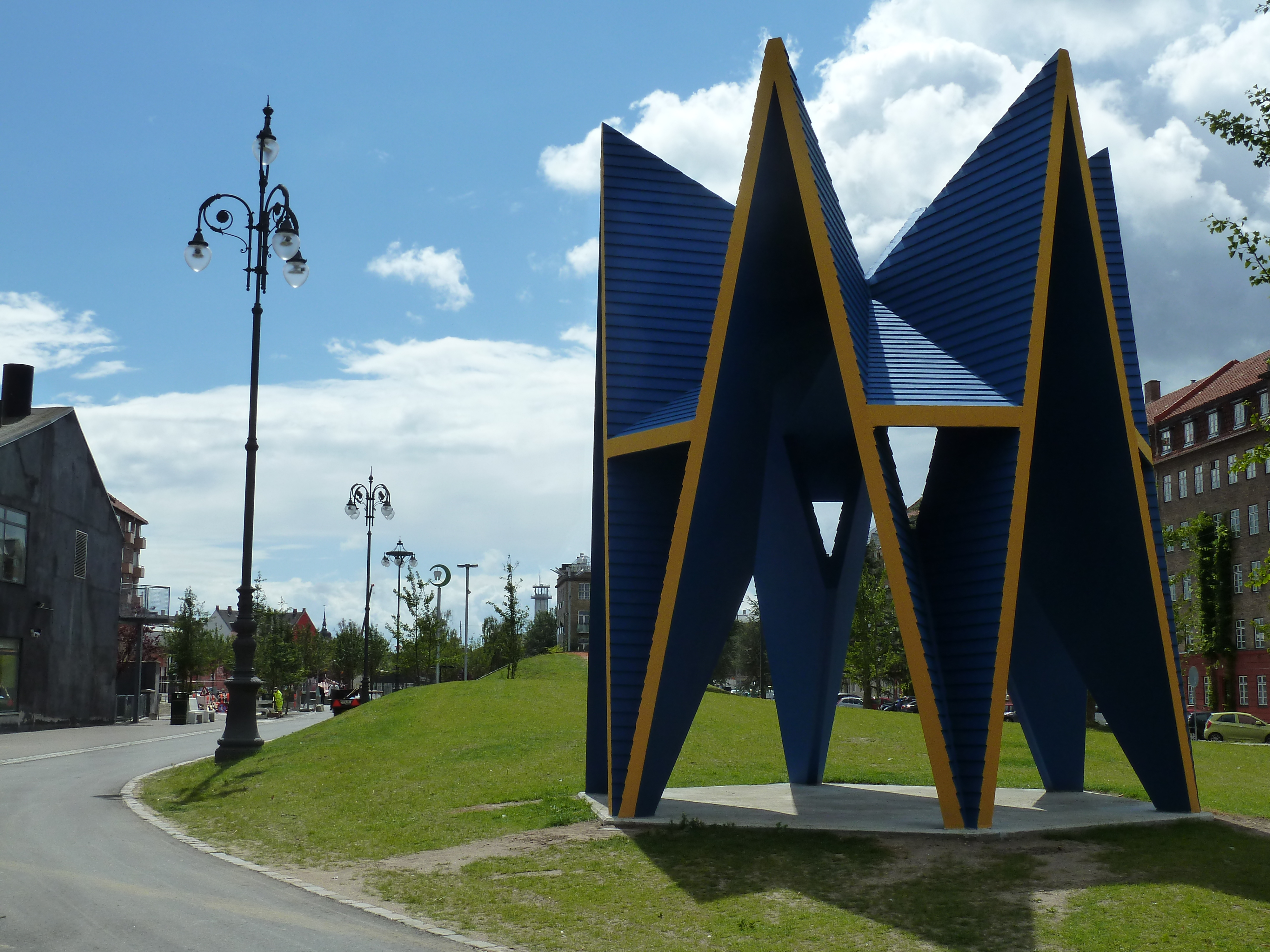
Ryska paviljongen
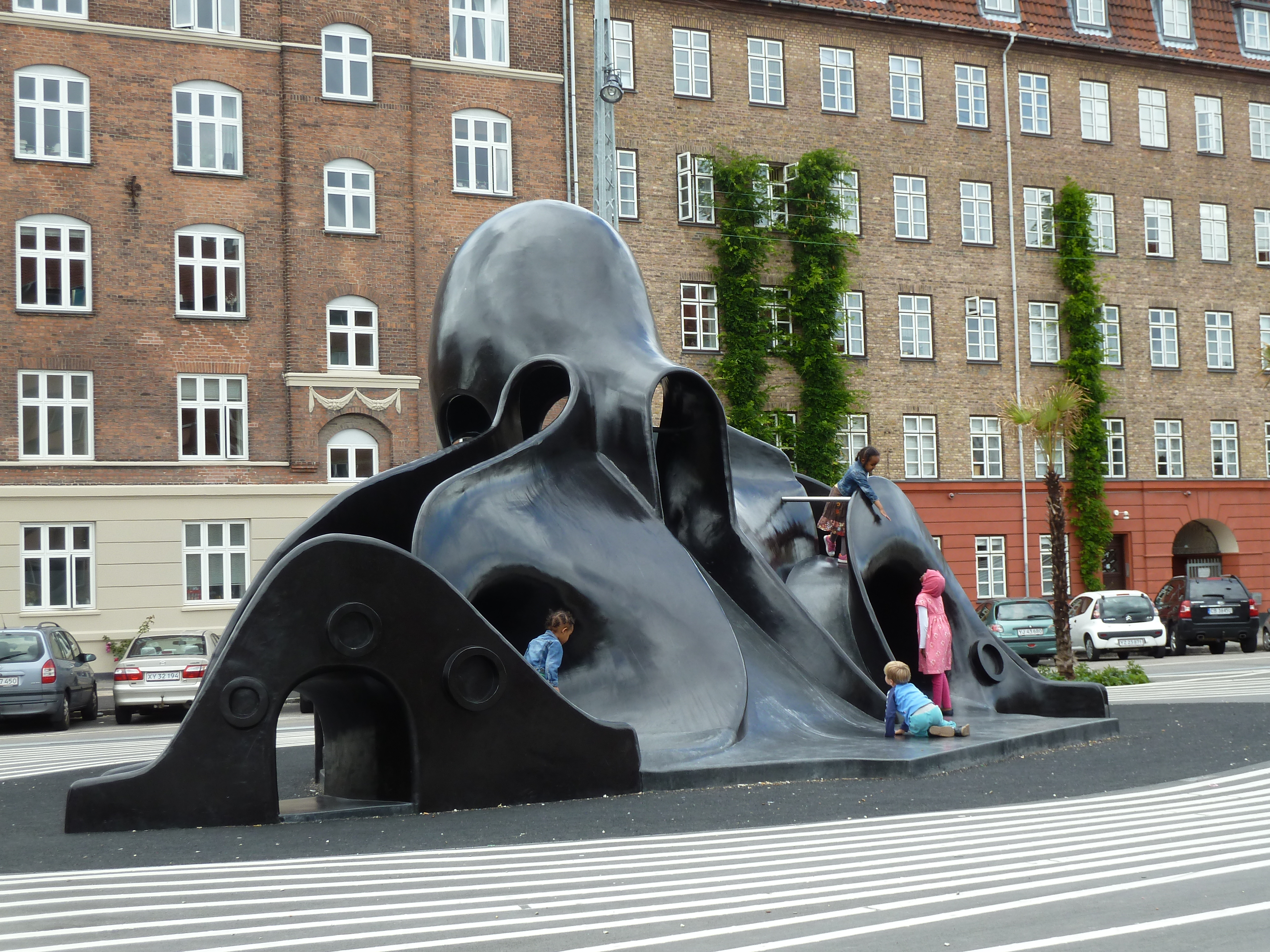
Japansk bläckfisk
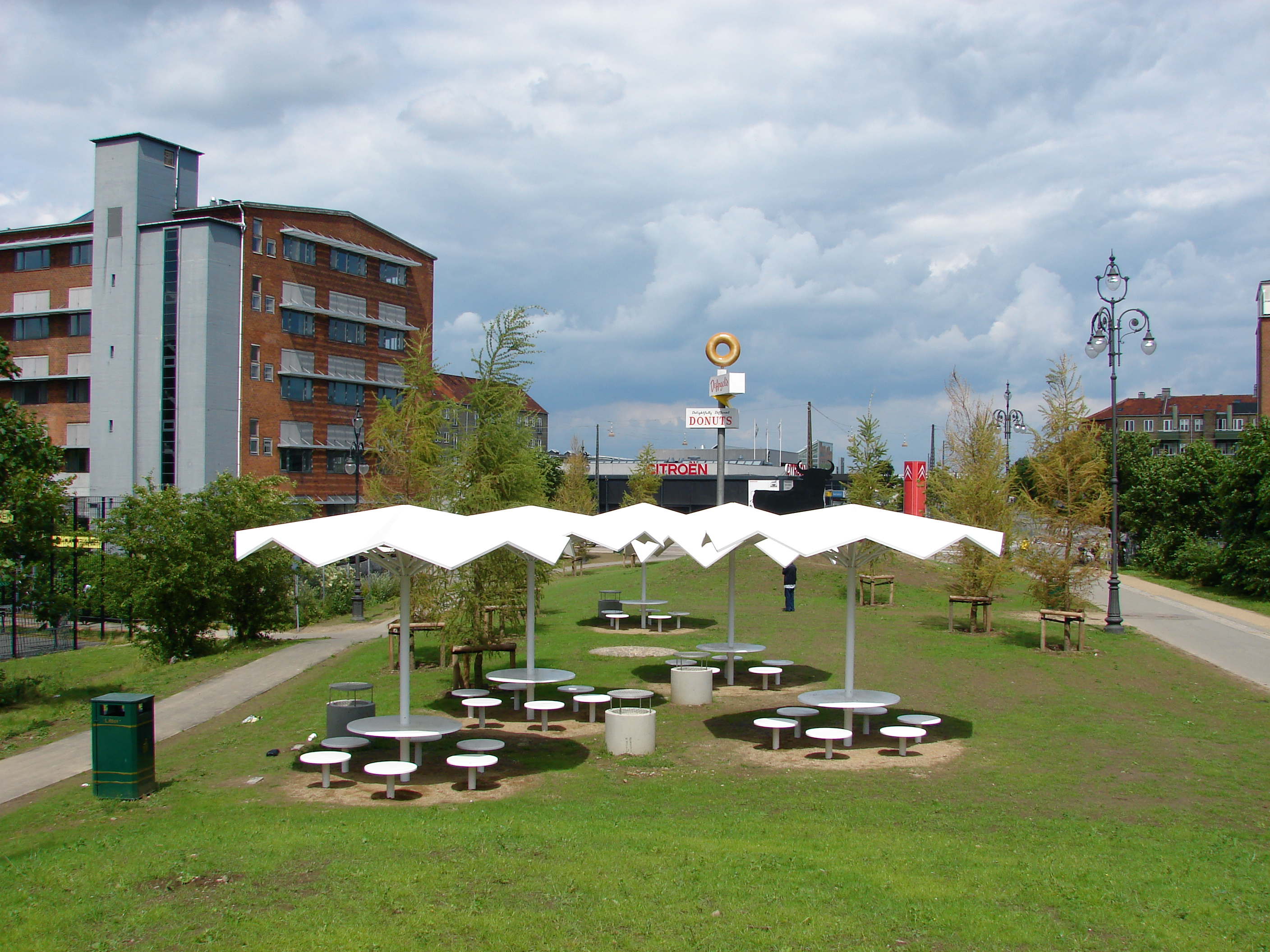
Armeniska utflyktsbord
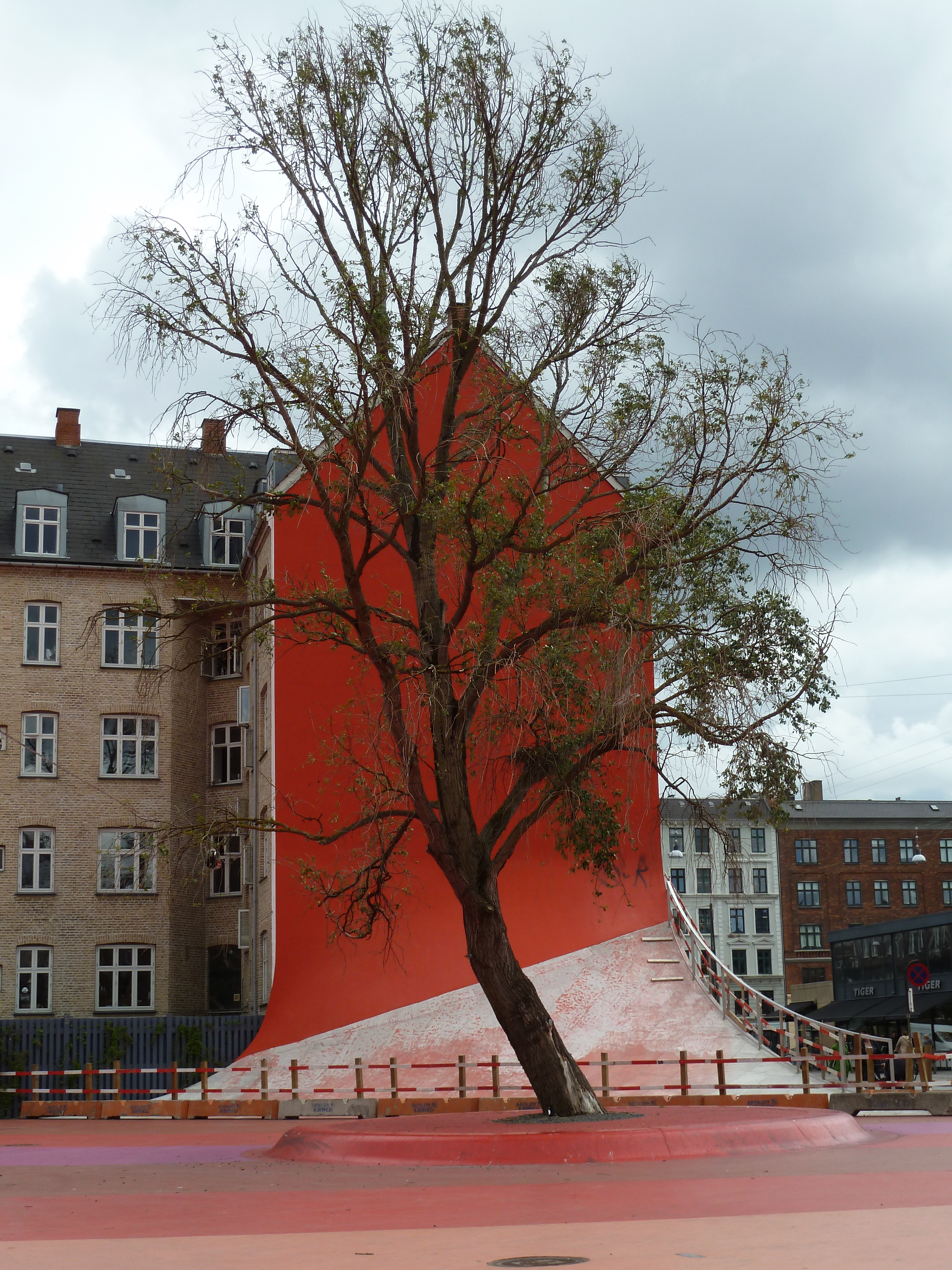
Röda området